# Vigilante (1859)
El Vigilante fue un pailebote que sirvió como pontón en la escuadra del Estado de Buenos Aires y en la Armada Argentina en el período de la Guerra de la Triple Alianza.

## Historia
Construido en los Estados Unidos fue adquirido por el Estado de Buenos Aires el 23 de agosto de 1859 en 9000 patacones para reemplazar al pontón Castelli en tareas de Resguardo, Policía Marítima, Sanidad Portuaria y finalmente prisión militar y política.
Con casco de madera sin forrar y aparejo de pailebot, tenía 47 m de eslora, 10 m de manga, 6.10 m de puntal, un calado de 4 m y 710 t de desplazamiento. 
Tras montarse un cañón de a 4, desarbolado y con un precario casillaje construido sobre cubierta, fue fondeado en 1860 en el canal exterior del puerto de la ciudad de Buenos Aires al mando del capitán Eulogio Díaz.
Al finalizar ese período de servicio su casco se encontraba en mal estado y sus condiciones de habitabilidad eran pésimas. En 1868 pasó a depender de la Capitanía de Puertos al mando del capitán Natalio Castro y al siguiente año, pese a sus malas condiciones, fue destinado como pontón en Recalada al mando del capitán Juan Bautista Benetti.
Al estallar epidemias de cólera en Paraguay y de fiebre amarilla en Brasil fue destinado como pontón cuarentenario en la Rada del puerto, permaneciendo en esas funciones hasta 1873 cuando fue reemplazado por el estacionario Vanguardia, pasando entonces a desarme para ser luego radiado definitivamente del servicio.